# Douglas Gorsline
Douglas W. Gorsline est un peintre et écrivain américain né le 24 mai 1913 à Rochester, dans l'État de New York (États-Unis) et mort le 25 juin 1985 à Dijon (France).

## Biographie
Douglas Gorsline a fait ses études à Yale Art School et à l'Art Students League de New York. Il a enseigné à la National Academy of Design de New York avant de s'installer en France en 1964. Premier artiste américain invité par le Gouvernement chinois (1973) il a exposé régulièrement aux États-Unis et en France, Belgique et Allemagne.
Il a obtenu de nombreuses distinctions et ses œuvres figurent dans un certain nombre de musées, des instituts d'art et des grandes collections privées. Douglas Gorsline nous a quitté en 1985. Le Musée Gorsline est inauguré en 1994.
Par sa technique et par ses sources, Gorsline combine certains éléments du cubisme et du réalisme. Il utilise la composition cubiste comme moyen d'aborder le réel. Marcel Duchamp l'a fortement marqué parce qu'il lie au cubisme le concept de mouvement - comme par exemple le Nu descendant un escalier. Alors que des autres écoles d'art semblent jouer avec des niveaux déplacés ou symboliques de la réalité, Gorsline cherche une solution qui laisse à la vie ses traits véritables - d'autant plus vraie qu'elle est plus « disjointe ». Valeurs techniques et émotionnelles se rejoignent. On peut y voir l'expression d'une simultanéité successive, une suite de réalités qui coexistent dans les êtres et dans le monde où ils vivent.

## Livres
- What People Wore: 1,800 Illustrations from Ancient Times to the Early Twentieth Century,  (ISBN 0-486-28162-0)
- The Night Before Christmas avec Clement Clarke Moore,  (ISBN 0-394-83019-9)
- The Pioneers avec Marie Gorsline,  (ISBN 0-394-83904-8)
- Haunted Bookshop avec Christopher Morley,  (ISBN 0-7858-1825-1)
- Cowboys avec Marie Gorsline,  (ISBN 0-394-83935-8)
- Mr. Lincoln's Whiskers avec Burke Davis,  (ISBN 0-698-20455-7)
- North American Indians,  (ISBN 0-8085-5150-7)
- The Vicksburg Veteran avec F. N. Monjo,  (ISBN 0-671-65156-0)

## Musée
Le musée consacré à Douglas W. Gorsline a ouvert en 1994 à Bussy-le-Grand, en Côte d'Or (Bourgogne).

## Association
Sous l'égide de Marie Gorsline, décédée en 2012, l'association des amis du Musée Gorsline a vu le jour en 1994.
Sans répit, Marie a su insuffler à l'association toute son énergie afin de perpétuer la mémoire de Douglas au travers de ses œuvres.
Dès l'ouverture du musée en 1994, Marie, grâce à des expositions de qualité, a donné au musée sa stature de centre d'art.
Sans être "populiste", Marie a ouvert les portes de la Culture à tous, par sa disponibilité et son altruisme.
Le musée Gorsline lieu de rencontre artistique incontournable de l'Auxois, ne vit que par les dons et les subventions. Il est donc nécessaire que l'association, au travers de ses membres, de ses amis et des amoureux de l'art soutiennent Marie dans son action.